# Indywidualne Mistrzostwa Ligi Juniorów na Żużlu 2009
Indywidualne Mistrzostwa Ligi Juniorów na Żużlu 2009 – zawody żużlowe, mające na celu wyłonienie medalistów indywidualnych mistrzostw Ligi Juniorów w sezonie 2009. W finale zwyciężył Maciej Janowski.

## Finał
- Zielona Góra, 9 września 2009
- Sędzia: Ryszard Bryła

| Msc. | Zawodnik             | Klub                  | Pkt |             |  |
| ---- | -------------------- | --------------------- | --- | ----------- |  |
| 1    | Maciej Janowski      | Atlas Wrocław         | 15  | (3,3,3,3,3) |  |
| 2    | Grzegorz Zengota     | Falubaz Zielona Góra  | 12  | (3,t,3,3,3) |  |
| 3    | Patryk Dudek         | Falubaz Zielona Góra  | 11  | (2,3,3,1,2) |  |
| 4    | Borys Miturski       | Włókniarz Częstochowa | 10  | (3,3,0,2,2) |  |
| 5    | Sławomir Musielak    | Unia Leszno           | 9   | (0,3,2,3,1) |  |
| 6    | Damian Celmer        | Unibax Toruń          | 9   | (2,2,2,2,1) |  |
| 7    | Paweł Zmarzlik       | Caelum Stal Gorzów    | 8   | (2,2,1,3,0) |  |
| 8    | Janusz Baniak        | Falubaz Zielona Góra  | 8   | (0,2,2,1,3) |  |
| 9    | Emil Pulczyński      | Unibax Toruń          | 7   | (1,2,3,1,w) |  |
| 10   | Szymon Woźniak       | Polonia Bydgoszcz     | 7   | (1,w,1,2,3) |  |
| 11   | Adrian Szewczykowski | Caelum Stal Gorzów    | 5   | (0,1,0,2,2) |  |
| 12   | Łukasz Cyran         | Caelum Stal Gorzów    | 5   | (1,1,1,1,1) |  |
| 13   | Marcin Piekarski     | Włókniarz Częstochowa | 4   | (3,1,0,0,0) |  |
| 14   | Damian Sperz         | Lotos Wybrzeże Gdańsk | 4   | (t,1,1,0,2) |  |
| 15   | Kamil Pulczyński     | Unibax Toruń          | 3   | (d,0,2,0,1) |  |
| 16   | Tobiasz Musielak     | Unia Leszno           | 2   | (2,0,0,0,0) |  |

Bieg po biegu:
1. Miturski, Celmer, Woźniak, S.Musielak
2. Piekarski, T.Musielak, K.Pulczyński (d2), Sperz (t)
3. Zengota, Dudek, Cyran, Szewczykowski
4. Janowski, Zmarzlik, E.Pulczyński, Baniak
5. Miturski, Zmarzlik, Szewczykowski, T.Musielak
6. Janowski, Celemr, Sperz, Zengota (t)
7. Dudek, E.Pulczyński, Piekarski, Woźniak (w/u)
8. S.Musielak, Baniak, Cyran, K.Pulczyński
9. Dudek, Baniak, Sperz, Miturski
10. E.Pulczyński, Celmer, Cyran, T.Musielak
11. Janowski, K.Pulczyński, Woźniak, Szewczykowski
12. Zengota, S.Musielak, Zmarzlik, Piekarski
13. Janowski, Miturski, Cyran, Piekarski
14. Zmarzlik, Celmer, Dudek, K.Pulczyński
15. Zengota, Woźniak, Baniak, T.Musielak
16. S.Musielak, Szewczykowski, E.Pulczyński, Sperz
17. Zengota, Miturski, K.Pulczyński, E.Pulczyński (w/u)
18. Baniak, Szewczykowski, Celmer, Piekarski
19. Woźniak, Sperz, Cyran, Zmarzlik
20. Janowski, Dudek, S.Musielak, T.Musielak